# 日本メディア学会
日本メディア学会（にほんメディアがっかい）は、日本のマス・コミュニケーションの研究に関する団体である。旧名称は日本新聞学会、日本マス・コミュニケーション学会。

## 歴史
- 1951年 – 日本新聞学会として設立。
- 1991年 – 日本マス・コミュニケーション学会に名称変更[1]。
- 1993年 – 学会誌『新聞学評論』を『日本マス・コミュニケーション研究』に改題[1]。
- 2022年 – 日本メディア学会に名称変更[2]。

## 歴代会長

### 日本新聞学会
- 1951‐66年　小野秀雄
- 1967－71年　千葉雄次郎
- 1971-73年　米山桂三（東海大学）
- 1973－74年　殿木圭一（日本大学）
- 1975－77年　城戸又一（創価大学）
- 1977-79年　堀川直義（成城大学）
- 1979－83年　生田正輝（慶應義塾大学）
- 1983-85年　内川芳美（東京大学）
- 1985－88年　佐藤智雄（中央大学）
- 1989－91年　春原昭彦（上智大学）

### 日本マス・コミュニケーション学会
- 1991-95年　高木教典（東京大学）
- 1995-97年　岩倉誠一（早稲田大学）
- 1997-99年　竹内郁朗（東洋大学）
- 1999-2001年　武市英雄（上智大学）
- 2001-02年　田中義久（法政大学）
- 2003-04年　鶴木眞（十文字学園女子大学）
- 2005-07年　有山輝雄（東京経済大学）
- 2007-09年　大井眞二（日本大学）
- 2009-11年　濱田純一（東京大学）[3]
- 2011-14年　谷藤悦史（早稲田大学）
- 2015-17年　大石裕（慶応義塾大学）
- 2017-19年　佐藤卓己（京都大学）
- 2019-21年　吉見俊哉（東京大学）[4]
- 2021年-　伊藤守（早稲田大学）[5]

## 事業
- 研究発表会・講演会・研究会・国際シンポジウムの開催、会報の発行、学会機関誌「マス・コミュニケーション研究」の発行など

## 学会誌
- 『マス・コミュニケーション研究』（国立情報学研究所収録） 国立情報学研究所